# Ingeborg Voss
Ingeborg Voss (* 27. April 1922 in Neustrelitz; † 8. Dezember 2015 in Berlin) war eine deutsche Gebrauchsgrafikerin und Zeichnerin.

## Leben und Werk
Ingeborg Voss absolvierte von 1939 bis 1942 eine Lehre bei der Deutschen Reichsbahn. Sie besuchte ab 1943 bis zur Beendigung infolge der Wirren des Kriegsendes 1944 in Hamburg die Meisterschule für Mode. Sie wollte Kostümbildnerin werden. Weil für ein solches Studium aber eine abgeschlossene Schneiderlehre vorausgesetzt wurde, entschloss sie sich, Grafik zu studieren. Von 1947 bis 1951 studierte sie bei Wilhelm Hölter (1904–1989), Werner Klemke und Ernst Rudolf Vogenauer an der späteren Kunsthochschule Berlin-Weißensee Gebrauchsgrafik und Freie Grafik. Ihr Diplomthema war u. a. die Illustration eines Kinderbuchs über Milchwirtschaft („Auf der Weide“). Sie fand auch Kontakt zur Bühnenbildklasse von Heinrich Kilger und besucht mit dieser Berliner Theater, was zu einer emotionalen Bindung vor allem an das Deutsche Theater führte, wo Kilger Chefbühnenbildner war.
Von 1952 bis 1960 arbeitete Ingeborg Voss als Grafikerin am Deutschen Theater, für das sie vor allem Plakate und Programmhefte schuf. Auch die 1960 erschienene Publikation des Theaters zum 100. Jubiläum des Theaters wurde von ihr illustriert. Am Theater lernte sie den polnischen Zeichner und Grafiker Tadeusz Kulisiewicz kennen, der sie anregte, sich dem Genre der Theaterzeichnung zu widmen.
Ab 1960 war Ingeborg Voss in Berlin freischaffend tätig. Sie schuf insbesondere Federzeichnungen aus der Ostberliner Theaterwelt, Bilder von Berliner Stadtlandschaften und Landschaftsbilder ihrer Neustrelitzer Heimat, von der Insel Hiddensee und von Auslandsreisen, z. B. in das sowjetische Mittelasien. Die Theaterzeichnungen fertigte sie während der Proben, u. a. bei solch wesentlichen Inszenierungen wie Der Frieden von Aristophanes/Hacks, Wilhelm Tell, Don Giovanni, Ein Sommernachtstraum, Die Schöne Helena und Der Drache. Diese Zeichnungen haben einen dokumentarischen Wert. Solche Bilder bot sie mehreren Zeitungen zu Veröffentlichung an, von denen jedoch nur die National-Zeitung Theaterkritiken regelmäßig damit illustrierte. Außerdem schuf Ingeborg Voss Zeichnungen im Auftrag des Auslands-Magazins DDR-Revue. Nachdem beide Blätter nach der deutschen Wiedervereinigung eingestellt wurden, verlor sie diese Möglichkeit der regelmäßigen Publikation ihrer Zeichnungen.
Ingeborg Voss war von 1952 bis 1990 Mitglied des Verbands Bildender Künstler der DDR.
In der Sammlung des Stadtmuseums Berlin befinden sich fast 4000 ihrer Theaterzeichnungen. Weitere Arbeiten befinden sich u. a. in der Graphischen Sammlung des Lindenau-Museums Altenburg/Thür.

## Fotografische Darstellung Ingeborg Voss’
- Barbara Morgenstern: Ingeborg Voss[1]

## Werke (Auswahl)

### Zeichnungen
- Berlin (Original-Federzeichnungen; jeweils 10 in Kassetten veröffentlicht)[2]

### Buchillustrationen
- Eduard Mörike: Mozart auf der Reise nach Prag. Künstlergeschichten. Henschelverlag Kunst und Gesellschaft, Berlin, 1965
- Gisela Heller: Potsdamer Geschichten. Verlag der Nation, Berlin 1984

### Publizierter Essay
- Alena Čermáková. Eine Malerin aus Prag. In: Bildende Kunst, Berlin, 1967, S. 126–130

## Ausstellungen (mutmaßlich unvollständig)

### Personalausstellungen
- 1972: Berlin, Klub der Kulturschaffenden Johannes R. Becher (mit Dieter Groh, Annemarie Lange, Liselotte Lange und Rosemarie Spies)
- 1986: Neustrelitz
- 1988: Hoyerswerda, Kleine Galerie („Theaterzeichnung Deutsches Theater“)
- 1990: Berlin, Galerie M
- 1997: Berlin, Märkisches Museum („Theater – gezeichnet“; mit Paul Gehring)
- 2002: Berlin, Galerie der Berliner Graphikpresse (mit Marianne Voss)
- 2002: Beeskow, Burg Beeskow
- 2007: Berlin, Galerie der Berliner Graphikpresse („Theaterzeichnungen zu Inszenierungen von Benno Besson“)
- 2009/2010: Kloster auf Hiddensee, Gerhart-Hauptmann-Haus; Frankfurt/Oder, Kleist-Museum; und Erkner, Gerhart-Hauptmann-Museum („Berliner Theaterwelten“)
- 2022: Neustrelitz, Kulturquartier Mecklenburg-Strelitz („Ingeborg Voss – Chronistin des Augenblicks“)

### Teilnahme an zentralen und wichtigen regionalen Ausstellungen in der DDR
- 1954, 1957, 1975 und 1979: Berlin, Bezirkskunstausstellungen
- 1958: Dresden, Deutsche Kunstausstellung
- 1970: Berlin, Altes Museum („Auferstanden aus Ruinen. Druckgraphik und Zeichnungen 1945–1970“)
- 1981 und 1982 Berlin, Galerie am Prater („Berliner Grafik“)